# 森特鎮區 (內布拉斯加州費爾普斯縣)
森特鎮區（英語：Center Township）是位於美國內布拉斯加州費爾普斯縣的一個行政鎮區。

## 地方資料
森特鎮區的面積為93.77平方千米，皆為陸地。根據2020年美國人口普查的數據，當地共有人口187人，而人口密度為每平方千米1.99人。